# (4908) Ward
(4908) Ward est un astéroïde de la ceinture principale.

## Description
(4908) Ward est un astéroïde de la ceinture principale. Il fut découvert le 17 septembre 1933 à Uccle par Fernand Rigaux. Il présente une orbite caractérisée par un demi-grand axe de 2,19 UA, une excentricité de 0,23 et une inclinaison de 4,6° par rapport à l'écliptique.

## Compléments